# Iàkov Fedótovitx Pàvlov
Iàkov Fedótovitx Pàvlov (rus: Я́ков Федо́тович Па́влов; 4 d'octubre de 1917 – 29 de setembre de 1981) va ser un soldat de l'Exèrcit Roig soviètic, per es va fer famós a la batalla de Stalingrad per la defensa que va fer, amb un grapat més de soldats, de l'anomenada Casa de Pàvlov, al centre de la ciutat, casa que es convertí en un símbol de la defensa heroica de la ciutat. El 27 de juny de 1945 va rebre el títol d'Heroi de la Unió Soviètica.
Nascut el 1917 en el si d'una família camperola al poblet de Krestovaia, al districte de Valdaiski, al nord-oest de Rússia (actualment l'oblast de Nóvgorod). Allà, es graduà a l'escola primària i treballà com a camperol. Pàvlov s'allistà a l'Exèrcit Roig el 1938.
Durant la Gran Guerra Patriòtica lluità als fronts Sud-oest, de Stalingrad, 3r Ucraïnès i 2n Belarús. El 1942 va ser destinat al 42è Regiment de Fusellers de la Guàrdia, englobat a la 13a divisió de fusellers de la Guàrdia. Participà en les batalles defensives als afores de Stalingrad. Entre juliol i agost de 1942 participà en la captura de Kamixin, sent nomenat comandant d'una unitat de metralladores a la 7a companyia. Posteriorment comandaria una unitat de reconeixement militar amb rang de sergent superior.
Durant la batalla de Stalingrad, la nit del 27 de setembre de 1942, la secció de Pàvlov reconquerí un edifici residencial de 4 pisos, que tenia vistes a la plaça central de Stalingrad i tenia una important posició tàctica, sent cobejat pels alemanys. Aviat, la seva secció rebé reforçaments, subministraments de municions i connexió telefònica, defensant-lo davant els continus atacs alemanys, fins que van ser rellevats dos mesos després (actualment es coneix com la "Casa de Pàvlov". El 25 de novembre resultà ferit a una cama, i en recuperar-se va ser destinat a una unitat d'artilleria i, finalment, va ser nomenat comandant del departament d'intel·ligència de les unitats d'artilleria. Per les seves accions a Stalingrad va rebre el títol d'Heroi de la Unió Soviètica el 27 de juny de 1945. Pàvlov va ser llicenciat de l'exèrcit a l'agost de 1946.
Després de la guerra treballà a Valdai (oblast de Nóvgorod). S'afilià al Partit Comunista, el tercer secretari del comitè e districte, graduant-se a l'Escola Superior del Comitè Central del PCUS i sent elegit en 3 ocasions com a diputat al Soviet Suprem de la RSFS de Rússia.
El 1980 va rebre el títol de "Ciutadà Honorífic de la ciutat de Volgograd".
Pàvlov va morir el 29 de setembre de 1981, i està enterrat a Nóvgorod.

## Condecoracions
Heroi de la Unió Soviètica (n. 6775)
 Orde de Lenin
 Orde de la Revolució d'Octubre
 Orde de l'Estrella Roja (2)
 Medalla del Centenari de Lenin
 Medalla de la defensa de Stalingrad
 Medalla de la victòria sobre Alemanya en la Gran Guerra Patriòtica 1941-1945
 Medalla del 20è Aniversari de la Victòria en la Gran Guerra Patriòtica
 Medalla del 30è Aniversari de la Victòria en la Gran Guerra Patriòtica
 Medalla del 40è Aniversari de les Forces Armades Soviètiques
 Medalla del 50è Aniversari de les Forces Armades Soviètiques